# Alina Paim
Alina Leite Paim, más conocida como Alina Paim, (Estância, Sergipe 10 de octubre de 1919-1 de marzo de 2011) fue una escritora, profesora, editora, guionista radial y feminista brasileña adscrita a la literatura infantil y juvenil, los estudios de género y el activismo por los derechos de las mujeres, por la que sería perseguida durante la Dictadura militar (1964-1985).

## Biografía
Originaria de Estância, se trasladó  a Salvador de Bahía con sus padres, Manuel Vieira Leite y Maria Portela de Andrade Leite, teniendo solo tres meses de vida. Su madre le enseñó a leer y hacer cuentas, cuando tenía cuatro años. Dos años después falleció su madre y tuvo que irse a vivir con su tía a Simão Dias. En esa localidad asistió a la Escola do Menino Jesús para cursar sus estudios primarios. A punto de cumplir los diez años falleció su tía y Alina Leite fue enviada a un internado, al Grupo Escolar Fasuto Cardoso. Allí estudió antropología, aritmética, botánica, historia de Brasil, geografía, geología, lengua portuguesa y ciencias.
Su etapa en el internado fue fundamental en el aprendizaje de la lengua portuguesa y su afición a la lectura. Era una apasionada de las novelas de Julio Verne.
Se comprometió muy joven, a los diecinueve años, con un estudiante de medicina que quería que se fuesen al Amazonas. Después de un tiempo carteándose él rompió el compromiso diciendo que era por el bien de los dos, ya que en ambas familias había antecedentes de enfermedades mentales. Este hecho afectó profundamente a Alina Leite, que intentó suicidarse y posteriormente pasó una temporada en un hospital hasta recuperarse.
Terminados sus estudios concurso por una plaza de maestra del Estado. Había 14 plazas y se presentaron 320 candidaturas y ella la consiguió con el puesto número doce. Dio clases de gimnasi, geografía y coreografía en la Escola do Menino Jesús y después en la Escuela Normal de Estado de Bahía.
Se casó en 1943 con el médico Isaías Paim y se fueron a vivir a Río de Janeiro.

## Trayectoria
A Alina Paim siempre le gustó escribir. Cuando tenía diez años publicó sus primeros artículos en la revista del colegio. Después siguió contando historias que inventaba para entretener a su alumnado antes de que finalizaran las clases.
Pasados varios años, un amigo que trabajaba en una editorial le propuso escribir un libro infantil. Escribió El pañuelo encantado casi una novela que fgustó mucho. Después escribió El sombrero del profesor y Luzbela vestida de gitana entre otros, unos catorce libros en total, diez novelas y cuatro libros infantiles.
Debutó con su novela A Estrada da Liberdade en 1944, al que le seguiría el manuscrito A sombra do patriarca un año después —que no sería publicada sino hasta principios de la década de 1950—.
En una entrevista, dijo que su obra se inscribía en el realismo crítico. El libro sobre la huelga de los ferroviarios, La hora siguiente, era una reivindicación de mejores salarios y la de mayor sentido político en su obra. Debido a la publicación de  este libro se emitió una orden de arresto contra ella, que no llegó propsperó. Muchas personas al saberlo, le mostraron su apoyo diciendo que se veían reflejados en la historia que se contaba en el libro y le daban las gracias por ello. Paim dijo que se sintió muy satisfecha al escribir sobre esa lucha y el éxito de esa novela fue situar la lucha de los trabajadores en el centro de la historia, la mayor huelga de ferrocarril en un país.
Por su trabajo literario durante la década de 1940 fue incluida dentro del grupo de escritoras adscritas a la llamada «nueva literatura brasileña» de ese período, entre las que se encontraban Helena Silveira (1911-1988), Lúcia Benedetti (1914-1998), Elsie Lessa (1914-2000), Lia Correia Dutra (1908-1989), Elisa Lispector (1911-1989) y Ondina Ferreira (1909), entre otras.
Las mujeres siempre están presentes en sus obras, por su forma de entender la vida y por lo importantes que son para ella.
Como guionista, participó en el programa infantil Reino da Alegria en la radio MEC del Ministerio de educación y cultura de Brasil desde 1945 hasta 1956. Hubo un programa educativo dirigido a maestros y maestras rurales, llamado Brasil versus Estados Unidos y se demostró que se realizaba una buena atención y aprendizaje por parte del público infantil. Se hacían preguntas sobre los cuentos leídos y cada semana recibía un premio quien acertase.
Como editora, fundó la revista Época en 1948.
Paim recibió en 1961 el Premio Antonio de Almeida de la Academia Brasileña de Letras por su novela O Sol do meio-dia, que tuvo muy buena acogida.
Tras la instauración del régimen militar de 1964 se libró del exilio porque se mantuvo escondida durante veintitrés días, con ayuda del partido comunista, del que era simpatizante.

## Obras
- A Estrada da Liberdade (1944).
- A sombra do patriarca (1950).
- A hora próxima (1955).
- Sol do meio-dia (1961).
- O círculo (1965).
- O sino e a rosa (1965).
- A chave do mundo (1965).
- Simão Dias (1979).
- A correnteza (1979).
- A sétima vez (1994).